# D.M.Z.
D.M.Z. é o quinto álbum de estúdio da banda Resurrection Band, lançado em 1982. É o último disco editado pela gravadora Light Records.
| Críticas profissionais                                                      | Críticas profissionais |
| Avaliações da crítica                                                       | Avaliações da crítica  |
| Fonte                                                                       | Avaliação              |
| --------------------------------------------------------------------------- | ---------------------- |
| Firestream                                                                  | [ 3 ]                  |
| Esta tabela precisa de ser acompanhada por texto em prosa. Consulte o guia. |                        |

## Antecedentes
Na tentativa de administrar com mais eficiência a gravação e lançamento de seus trabalhos, a Resurrection Band construiu seu próprio estúdio de gravação no coração da comunidade Jesus People USA, mais tarde apelidado de "Tone Zone". Embora juntos, com um orçamento apertado (com colchões velhos nas paredes do estúdio), foi lá que a banda gravou o álbum "DMZ" durante o verão de 1982.
"DMZ" foi uma obra de transição: metade do álbum lembrava Van Halen, com solos de guitarra de Stu Heiss, enquanto a outra metade, tomou uma abordagem muito mais New Wave. A direção musical controversa da banda iria prosseguir com maior vigor sobre futuros lançamentos. A dupla personalidade do álbum não foi bem recebida criticamente, ainda que gerou duas faixas que ganharam versões ao vivo posteriormente: "White Noise" e "Military Man".

## Faixas
Todas as faixas por Glenn Kaiser, exceto onde anotado
1. "Military Man" (G. Kaiser, Jon Trott, Stu Heiss, Jim Denton) – 3:38
2. "Reluctance" – 2:11
3. "Babylon" (G. Kaiser, Trott) – 2:33
4. "I Need Your Love" – 3:22
5. "Area 312" (Trott, Wendi Kaiser, Heiss, Denton) – 3:54
6. "No Alibi" – 4:39
7. "White Noise" - (Trott, Roy Montroy) – 3:41
8. "Lonely Hearts" – 3:00
9. "The Prisoner" – 2:54
10. "So in Love with You" (G. Kaiser, Trott) – 3:38

## Crédito
- Glenn Kaiser - Vocal, guitarra
- Wendi Kaiser - Vocal
- Stu Heiss - Guitarra, teclados
- Jim Denton - Baixo, sintetizador, vocal de poio
- John Herrin - Bateria
- Steve Eisen - Saxofone